# Amanda Kurtović
Amanda Kurtović (născută pe 25 iulie 1991, în Karlskrona) este o handbalistă norvegiană care joacă pentru clubul Larvik HK și, din 2011, pentru echipa națională a Norvegiei.
Kurtović a evoluat pentru CSM București, în Liga Națională, în sezoanele 2017-2018 și 2018-2019 și pentru HC Dunărea Brăila în sezonul 221-2022.
Amanda Kurtović s-a născut în Suedia. Mama handbalistei este suedeză, iar tatăl croat, antrenorul și fostul jucător Marinko Kurtović. Familia Amandei s-a mutat la Sandefjord, în Norvegia, pe când ea avea 6 ani, deoarece tatăl ei a semnat un contract cu clubul de handbal local.

## Palmares
Club
- Liga Campionilor EHF
  - Medalie de bronz: 2018

- Liga Națională:
  - Câștigătoare: 2018

- Cupa României:
  -  Câștigătoare: 2018

- Supercupa României:
  -  Câștigătoare: 2017
  - Finalistă: 2018

- Campionatul Norvegiei:
  - Câștigătoare: 2012, 2016

- Cupa Norvegiei:
  -  Câștigătoare: 2012, 2016

- Campionatul Danemarcei:
  - Câștigătoare: 2014

- Cupa Danemarcei:
  -  Câștigătoare: 2014

Echipa națională
- Jocurile Olimpice:
  -  Medalie de aur: 2012
  -  Medalie de bronz: 2016

- Campionatul Mondial:
  -  Câștigătoare: 2011, 2015

- Campionatul European:
  -  Câștigătoare: 2016

- Campionatul European pentru Tineret:
  -  Câștigătoare: 2009

## Distincții individuale
- Cea mai bună extremă dreapta, inclusă în echipa ideală All-Star Team la Campionatul European pentru Junioare: 2008;
- Cea mai bună extremă dreapta, inclusă în echipa ideală All-Star Team la Campionatul European pentru Tineret: 2009.